# Страсбург (лек крайцер, 1911)
„Страсбург“ (на немски: SMS Strassburg) е лек крайцер на Императорските военноморски сили от времето на Първата световна война. Крайцер от типа „Магдебург“. Крайцерът „Страсбург“ е построен от имперската корабостроителница (Kaiserliche Werft) в град Вилхелмсхафен в периода от 1910 до октомври 1912 г., след което влиза в състава на Флота на откритото море (Хохзеефлотте). Корабът е въоръжен с главна батарея от двенадесет оръдия SK L/45 калибър 10,5 см, развивава скорост от 27,5 възела (50,9 км/ч).
Първите години от службата си „Страсбург“ провежда в чужбина, след което е придаден към разузнавателните сили на Хохзеефлотте. Участва в сражението при Хелголандската банка от август 1914 г. и в рейда над Скарбъроу, Хартълпул и Уитби през декември 1914 г. През 1916 г. корабът е преведен в Балтика за действия против руския флот. Участва в операция Албион в Рижкия залив през октомври 1917 г., където прикрива линкорите „Кьониг“ (SMS König) и „Маркграф“ (SMS Markgraf) в хода на битката за Моонзунд. Връща се в Северно море за участие в планираните операции против британския Гранд флийт в последните седмици на войната, екипажът му участва в метежите, които водят до края на войната.
Корабът за кратко време служи в новосъздадената Райхсмарине през 1919 г., след което е предаден на Италия в качеството на военна награда. Формалното предаване се състои през юли 1920 г. Крайцерът е преименуван на „Таранто“ и служи в италианския флот. В периода 1936 – 1937 г. е преустроен за колониална служба, поставени са му противовъздушни оръдия. Крайцерът не участва в значими сражения от Втората световна война до самото сключване на примирието на Италия със съюзниците. Италианските моряци потопяват кораба, след което той е изваден и пленен от хитлеристите. През октомври 1943 г. крайцерът е потопен от бомбардировачите на съюзниците. Немците отново изваждат кораба, и той отново е потопен от бомбардировка на съюзниците през септември 1944 г. В крайна сметка „Таранто“ е разкомплектован за метал в периода 1946 – 1947 г.

## Конструкция
„Страсбург“ е заложен според контракта „Ерзац Кондор“ през 1910 г. в имперската корабостроителница в град Вилхелмсхафен. На 24 август 1911 г. корпусът му е спуснат на вода, след което започват работите по дострояването на кораба. На 9 октомври 1912 г. корабът влиза в състава на Флота на откритото море (Хохзеефлоте). Той има 138,7 м дължина, 13,5 м ширина, газене от 4,25 м, водоизместимост от 5281 т при пълно бойно натоварване. Двигателната установка се състои от две установки парни турбини система AEG-Vulcan, задвижващи два 3,4-м гребни винта. Индикаторната им мощност съставлява 25 хил. к.с. (18 390 кВт), на служба крайцерът развива мощност от 33 482 к.с. (24 626 кВт). Парата за машините се образува в шестнадесет водотръбни парни котела военноморски тип, за гориво на които се използват въглища. По-късно котлите са преправени да работят с нефт, което позволява да се увеличи мощността им. „Страсбург“ развива скорост от 27,5 възела (50,9 км/ч). Крайцерът може да носи 1200 тона въглища и допълнително 106 тона нефт, което осигурява далечина на плаването до 5820 морски мили (10 780 км) на скорост 12 възела (22 км/ч). Екипажът на крайцера се състои от 18 офицера и 336 матроса.
Въоръжението на крайцера съставляват дванадесет 105-мм скорострелни оръдия система SK L/45 на единични лафети. Две оръдия са в редица на носа, осем по бордовете, по четири на всеки борд и две в редица на кърмата. Оръдията имат максимален наклон от 30 градуса, което им позволява да поразяват цели на разстояние до 12 700 м, боекомплектът им съставлява 1800 изстрела, по 150 на оръдие. Също така крайцерът носи два 50-см торпедни апарата, с боезапас по пет торпеда на апарат. Апаратите са поставени в корпуса на съда под вода. Крайцерът също може да носи 120 морски мини. Корабът е защитен от брониран пояс по водолинията с дебелина от 60 мм. Дебелината на стените на рубката съставлява 100 мм, а палубата е прикрита от тънка бронеплоча с дебелина 60 мм.

## История на службата
Своята първа година от службата, от 1913 до 1914 г. „Страсбург“ провежда в чужбина. Крайцерът е избран за участие в дълъг поход, за да се определи новата турбинна силова установка за линкорите „Кайзер“ (SMS Kaiser) и „Кьониг Алберт“ (SMS König Albert). Трите кораба са събрани в специална „Отделен дивизион“. Те напускат Германия на 9 декември 1913 г. и плават до германските колонии в западна Африка. Корабите посещават Ломе в Тоголанд, Дуала и Виктория в Камерун и Свакопмунд в Германска Югозападна Африка. От Африка корабите се насочват към остров Света Елена, а оттам към Рио де Жанейро, където пристигат на 15 февруари 1914 г. „Страсбург“ отива на посещение в Буенос Айрес (Аржентина), след което се връща и се присъединява към двата линкора в Монтевидео. Корабите поемат на юг около нос Хорн, а оттам на север към Валпараисо. Там пристигат на 2 април и остават една седмица.
На 11 април корабите отплават от Валпараисо. На обратния път за Германия те посещават порт Бая Бланка (Аржентина), връщат се в Рио де Жанейро, пресичат Атлантика, като правят спирки в Кабо Верде, на Мадейра и във Виго (Испания). Корабите пристигат в Кил на 17 юли 1914 г. В хода на плаването си те изминават 37 хил. км. След седмица, на 24 юни Отделният дивизион е разпуснат. След връщането си в Германия „Страсбург“ провежда по-голямата част от своята служба в разузнавателните сили на Хохзеефлотте. На 16 август, две седмици след началото на Първата световна война, крайцерите „Страсбург“ и „Щралзунд“ (SMS Stralsund) се отправят за Хофден в търсене на британските разузнавателни сили. Двата крайцера срещат група от шестнадесет британски разрушителя и един лек крайцер на дистанция около 10 км. Тъй като британците сериозно превъзхождат по численост, германските крайцери се откъсват от противника и се връщат в пристанището.
След около две седмици, на 28 август „Страсбург“ взема дейно участие в битката при Хелголандската банка. Британските линейни и леки крайцери атакуват германското разузнавателно прикритие под командването на контраадмирал Леберехт Маас при Хелголандската банка. „Страсбург“ става първият германски крайцер, който излиза от порта в помощ на германските разузнавателни сили. В 11:00 „Страсбург“ среща тежко повредения британски крайцер „Аретюза“, който получава няколко попадения от „Щетин“ (SMS Stettin) и „Фрауенлоб“ (SMS Frauenlob). „Страсбург“ атакува „Аретюза“, но е отблъзнат от първа флотилия на разрушителите. Крайцерът губи контакт с британците в мъглата, но след 13:10 отново засича противника по шума на британския обстрел, от разрушаването на германския крайцер „Майнц“ (SMS Mainz). Действайки заедно с крайцера „Кьолн“ (SMS Cöln), „Страсбург“ сериозно поврежда три британски разрушителя: „Лаертес“, „Лаурел“ и „Либърти“, но отново е отблъснат. Скоро след това се намесват британските линейни крайцери, които потопяват крайцера „Ариадне“ (SMS Ariadne) и флагманския кораб на Маас „Кьолн“. „Страсбург“ и оцелелите леки крайцери се оттеглят в мъглата, в тяхна помощ пристигат линейните крайцери от първа разузнавателна група.
„Страсбург“ участва в рейда над Скарбъро, Хартпул и Уитби от 15 – 16 декември, осъществявайки разузнавателното прикритие на линейните крайцери на контраадмирал Франц фон Хипер от първа разузнавателна група. След края на обстрела над градовете немците започват да отстъпват, а британците се опитват да ги прихванат. „Страсбург“, двата други крайцера, които осъществяват разузнавателното прикритие, и две флотилии торпедни катери се вклинват между две британските ескадри. Плътната мъгла намалява видимостта до 3700 м, за кратко време е засечен само крайцерът „Щралзунд“. Немците се възползват от лошото време и отстъпват . През 1916 г. крайцерът е преведен в Балтийско море и не участва в Ютландското сражение от 31 май 1916 г.
През 1917 г. крайцерът е приписан към Четвърта разузнавателна група, която участва в операция Албион против руските сили в Рижкия залив. На 14 октомври 1917 г., в 06:00, „Страсбург“, „Колберг“ (SMS Kolberg) и „Аугсбург“ (SMS Augsburg) отплават от Либау, за да прикриват траленето на мини в Рижкия залив. При подхода си те са обстреляни от руските 300-мм (12-дюймови) брегови оръдия и временно са принудени да се оттеглят. В 08:45 те пускат котва при Михайловската банка, и миночистачите започват да прокарват проходите през минните полета. Два дни по-късно „Страсбург“ и „Колберг“ се присъединяват към дредноутите „Кьониг“ (SMS König) и „Кронпринц“ (SMS Kronprinz) в хода на пробива им в Рижкия залив. В хода на последващото сражение за Моонзунд линкорите унищожават стария руски броненосец „Слава“ и принуждават друг броненосец – „Гражданин“ да напусне залива. На 21 октомври „Страсбург“ и „Маркграф“ (SMS Markgraf) получават задачата да атакуват остров Куно. Те обстрелват острова. „Страсбург“ изстрелва около 55 снаряда по порт Салисмюнде. На 31 октомври „Страсбург“ доставя първия военен губернатор на превзетите острови от Либау в Аренсбург.
През октомври 1918 г. „Страсбург“ е приписан към Четвърта разузнавателна група, която взема участие в последната отчаяна атака на Хохзеефлотте. Адмиралите Шеер и Хипер замислят да нанесат колкото се може по-голям ущърб на британския флот, за да получат по-изгодна позиция в преговорите за Германия, даже с цената на флота. Сутринта на 27 октомври, няколко дни преди началото на планираната операция, около 45 члена на екипажа от машинното отделение на „Страсбург“ бягат от кораба и се насочват към Вилхелмсхафен. Те са събрани и върнати на кораба, след което 4-та разведгрупа отплава към Куксхафен. Там екипажите на всичките шест крайцера отказват да работят в знак на протест против войната и в поддръжка на примирието, предложено от принц Максимилиан. Сутринта на 29 октомври 1918 г. идва заповедта на следващия ден да се отплава от Вилхелмсхафен. В нощта на 29 октомври матроси от „Тюринген“ (SMS Thüringen), а след това и от няколко от другите линкори започват метеж. Бунтът принуждава Шеер и Хипер да отменят операцията. В началото на ноември „Страсбург“ и „Брумер“ отплават към Засниц. Там командирът на „Страсбург“ приема командването над военните сили в порта и кани матроския съвет да сформира контролиращ орган.

### На италианска служба
След войната „Страсбург“ за кратко време служи в новосъздадената Райхсмарине през 1919 г. На 10 март 1920 г. корабът е зачеркнат от военноморския регистър и е предаден на Италия като военна награда. Крайцерът е предаден под литерата „О“ на 20 юли 1920 г. във френския порт Шербур. На 2 юни 1925 г. „Страсбург“ влиза в състава на италианския кралски флота Regia Marina, неговото име е променено на „Таранто“. Първоначално той е класифициран като разузнавач. Неговите две 8,8-см противовъздушни оръдия са заменени с две италиански 3-дюймови/40-мм зенитни оръдия. На следващата година на крайцера е поставено оборудване за носене на разузнавателен хидросамолет „Macchi M.7“. „Таранто“ е изпратен към бреговете на Италианска Източна Африка. На 19 юли 1929 г. „Таранто“ е преквалифициран в крайцер. През 1931 г. неговият хидросамолет М7 е заменен с хидросамолета CANT 24 R. В периода 1935 – 1936 г. крайцерът предприема нов тур по Източна Африка.
С връщането си в Италия корабът, в периода 1936 – 1937 г., е преоборудван за колониална служба. Свалени са два котела и предния комин, което намалява скоростта на кораба до 21 възела (39 км/ч), към началото на войната скоростта на крайцера се снижава до 18 възела (33 км/ч). Поставени са допълнително осем 20-мм оръдия и десет 13,2-мм картечници за близка противовъздушна отбрана. Крайцерът няма значителни задачи в хода на Втората световна война, макар в началото на юли 1940 г. „Таранто“, два минни заградителя и няколко разрушителя да поставят ред минни полета в залива Таранто и в южната част на Адриатика, общо 2335 мини. Впоследствие „Таранто“ и другият бивш германски крайцер „Бари“ са приписани към специалния военноморски отряд (Forza Navale Speciale). Отрядът трябва да участва в планирания десант в британската Малта през 1942 г., но операцията е отменена.
През декември 1942 г. корабът е изваден от състава на флота в Специя. На 9 септември 1943 г., на следващия ден след сключването на примирието на Италия със съюзниците, корабът е потопен, за да се избегне неговото пленяване от немците, които бързо окупират страната след капитулацията на Италия. Хитлеристите изваждат крайцера, но той на 23 октомври е потопен от бомбардировачите на съюзниците. Немците отново изваждат кораба и той отново е потопен от бомбардировачи на 23 септември 1944 г. на външния рейд на Ла Специя, където немците отбуксират блокшива, за да блокират един от изходите на залива Ла Специя. В периода 1946 – 1947 г. „Таранто“ е изваден и разкомплектован за метал.

## Коментари
1. ↑  Всички данни са към момента на влизането в строй.
2. ↑  Префиксът „SMS“ е от на немски: Seiner Majestat Schiff (Кораб на Негово Величество).
3. ↑  Според немската класификация те се обозначават като малки крайцери (на немски: Kleiner Kreuzer).
4. ↑  Германските кораби при началото на тяхното строителство получават временни имена. За новите кораби се избират букви. Тези кораби, които трябва да заменят стари или загубени кораби получават приставката „Ерзац“ пред името на заменяемия кораб.
5. ↑  Съгласно номенклатурата на артилерията на флота на Германската империя „SK“ (Schnelladekanone) означава „скорострелно оръдие“, а L/45 означава сравнителната дължина на оръдието в калибри. В дадения случай L/45 означава, че дължината на оръдието съставлява 45 негови калибра (105 × 45).